# Schistocerca pallens
Espèce
Schistocerca pallens est une espèce d'orthoptères caelifères de la famille des Acrididae, de la sous-famille des Cyrtacanthacridinae et de la tribu des Cyrtacanthacridini.

## Dénomination
- L'espèce Schistocerca pallens a été décrite par l'entomologiste suédois Carl Peter Thunberg en 1815, sous le nom initial de Gryllus pallens[1].

### Synonymie
- Gryllus pallens (Thunberg 1815) protonyme
- Cyrtacanthacris pectoralis (Walker, 1870)[2]
- Cyrtacanthacris viridescens (Walker, 1870)
- Schistocerca idonea (Scudder, 1899)[3]
- Schistocerca gratissima (Rehn, 1908)[4]
- Schistocerca vittafrons (Bruner, 1908)[5]
- Schistocerca formosa (Bruner, 1911)[6]

## Distribution
- Amérique centrale, Caraïbes et Amérique du Sud.